# Anthops ornatus
El murciélago de cara de flor (Anthops ornatus) es una especie de murciélago microquiróptero de la familia Hipposideridae. Es la única especie de su género.

## Distribución geográfica
Se encuentra en Islas Salomón y en Bougainville e isla de Buka (Papúa Nueva Guinea).